# Дако Даковски
Дако Георгиев Даковски е български режисьор, сценарист и актьор.

## Биография
Той е роден в село Търнак, Белослатинско, на 7 август 1919 година.
Завършва право в Софийския университет „Свети Климент Охридски“. Още като студент играе в театъра, става актьор в театъра в Скопие, а след това - партизанин в червенобрежкия партизански отряд „Георги Бенковски“. След Втората световна война учи кинорежисура във Всесъюзния държавен институт по кинематография в Москва, а негова дипломна работа става първата мащабна продукция на държавната Българска кинематография - филмът „Под игото“ от 1952 година.
Дако Даковски умира на 28 януари 1962 г.

## Награди и отличия
- Заслужил артист (1963) (посмъртно)

## Филмография
Като режисьор:
- Калоян (1963)
- Стубленските липи (1960)
- Тайната вечеря на Седмаците (1957)
- Неспокоен път (1955)
- Под игото (1952)

Като сценарист:
- Калоян (1963)

Голяма част от филмите по-горе са снимани в китното село Пещерна в централния предбалкан, в което самия Дако Даковски се влюбва и има силното намерение да го превърне в един от центровете на Съюз на българските филмови дейци. За съжаление почива доста млад.
Като актьор:
- Героите на Шипка (1955) Султан Абдул Хамид